# 普済寺 (館林市)
普済寺（ふさいじ）は、群馬県館林市羽附町にある曹洞宗の寺院。

## 歴史
1523年（大永3年）、長尾景長の開基である。その後1525年（大永5年）に城沼の東岸に移転したが、1590年（天正18年）に現在地に移転した。
当寺第5世住職の花翁は上杉謙信の弟で、徳川家康とも交流があった。そのような経緯もあり、1591年（天正19年）に家康より寺領100石の朱印状が交付されている。

## 文化財
- 銅鐘（館林市指定文化財 昭和50年3月6日指定）[2]

## 交通アクセス
- 路線バス本町二丁目南停留所より徒歩35分。